# Адам III де Мелён
Адам III де Мелён (фр.Adam III de Melun; 1205 — 9 февраля 1250) — виконт де Мелён, сеньор де Монтрёй-Белле.

## Биография
Сын Гильома II де Мелёна и Агнессы, дамы де Монтрёй-Белле. После смерти отца до совершеннолетия находился под опекой матери и её второго мужа Валерана д’Иври. После смерти матери унаследовал баронию Монтрёй-Белле.
Адам III де Мелен составил завещание в июле 1249 года перед отправлением в Седьмой крестовый поход. Погиб 9 февраля 1250 года в битве при Мансура.

## Семья
Первым браком был женат на Гертруде, чьё происхождение не выяснено. Вторая жена — Контесса (Констанция) де Сансер, дама де Ла Луп, де Маршевиль, де Конкрессо и д’Эспренн, дочь Этьена II де Сансера, сеньора де Сен-Бриссон, великого кравчего Франции (он был третьим мужем матери Адама III) и его первой жены Элеоноры де Суассон. Дети (от второй жены):
- Гильом III (ум. 6 июня 1278), виконт де Мелен
- Жанна, жена Анри I де Тренеля
- Элеонора, с 1255 г. жена Готье IV де Вильбеона, сеньора де Вильбеон и де Турнефюв
- Адам IV (ум. 1304), виконт де Мелен, сеньор де Монтрёй-Белле
- Жан (ум. до 1311), сеньор д’Эспрен-ан-Бри, родоначальник сеньоров д’Эспренн
- Симон де Мелён (погиб в битве при Куртре 11 июля 1302), маршал Франции
- Роберт
- Филипп